# سهيلة فرحات
سهيلة فرحات (24 مارس 1959 -)، ممثلة أردنية تعمل في مصر.

## عن حياتها
ولدت في الأردن، عمرها الفني 20 عاماً ثم اعتزلت المجال الفني عام 1998 بهدوء تام، عملت في مصر، كانت قد عاشت فترة من فترات حياتها في الولايات المتحدة.

## أعمالها

### من المسلسلات
- فرسان الله.
- برج الأكابر.
- الثعلب.
- المال والبنون - الجزء الثاني.
- الضيف الصغير - سهرة تلفزيونية.

### من الأفلام
- إعدام ميت.
- عصر الذئاب.
- موعد مع الرئيس.
- الحجر الداير.
- يا دنيا يا غرامي.

## روابط خارجية
- سهيلة فرحات على موقع الدهليز
- سهيلة فرحات على موقع قاعدة بيانات الأفلام العربية